# Abdourahmane Cissé
Pour les articles homonymes, voir Cissé.
Abdourahmane Cissé est un homme politique ivoirien né le 6 août 1981 à Abidjan.
Ingénieur de formation, il est d’abord trader dans la banque d’affaires Goldman Sachs International, avant d’être nommé, le 19 novembre 2013, ministre auprès du Premier ministre, chargé du Budget. Il devient ainsi, à 32 ans, le plus jeune ministre du gouvernement ivoirien. Il est secrétaire général de la présidence du 31 mars 2021 au 30 novembre 2023.

## Biographie

### Formation et activités annexes
Abdourahmane Cissé est né à Abidjan, dans le quartier populaire de Treichville. Son père était ouvrier en bâtiment et sa mère était femme au foyer. Il est le dernier d'une famille de quatre enfants, qui travaillent tous dans la finance.
Abdourahmane Cissé fait l'intégralité de ses études jusqu'au baccalauréat en Côte d'Ivoire. Il est scolarisé à l'école primaire de Vridi Collectif puis au collège à Port-Boüet et enfin au lycée moderne de Grand-Bassam (Côte d’Ivoire) et obtient en 1999 le baccalauréat série « C » avec la mention « Bien ». À 18 ans, il déménage à Paris et réussit en 2001 le concours d’entrée à l’École polytechnique française (installée dans la banlieue de Paris à Palaiseau) et, en tant qu'élève étranger, rejoint la promotion 2001 de cette école dont il obtient en 2004 le diplôme d’ingénieur (option « mathématiques appliquées »). En 2005, il intègre l’Institut français du pétrole où il rejoint un programme d’échanges à l'université de l'Oklahoma aux États-Unis. Il obtient à ce titre un master en sciences économiques et gestion des ressources pétrolières,,,.

### Parcours professionnel
Après ses études, Abdourahmane Cissé intègre le monde de la finance internationale : en 2005, la banque d’affaires Goldman Sachs International le recrute en tant qu’analyste en « structuration-origination » au sein de son département matières premières à Londres. Il devient ainsi « associate trader » de produits structurés avant de devenir vice président et directeur exécutif chargé du trading des dividendes et des indices de la zone euro. À Londres, il rencontre Téné Birahima Ouattara, frère cadet d'Alassane Ouattara. En 2011, il démissionne de son poste pour revenir en Côte d'Ivoire, répondant ainsi à l’appel du président de la République, Alassane Ouattara.
Abdourahmane Cissé est nommé en juillet 2012 conseiller spécial chargé des finances publiques à la présidence de la République ivoirienne. Six mois plus tard, en janvier 2013, il devient directeur de cabinet auprès du Premier ministre, chargé de l’Économie et des Finances.
Le 19 novembre 2013, il est nommé ministre chargé du Budget et du Portefeuille de l'État,, devenant ainsi le plus jeune ministre du gouvernement de Daniel Kablan Duncan,,. À ce titre, il est chargé des questions relatives à la préparation et à l’exécution du budget de l’État, de définir et mettre en œuvre la politique du gouvernement en matière budgétaire, douanière et fiscale et aussi de la gestion du portefeuille des participations de l’État et des établissements publics nationaux. La mission du ministre consiste également à définir et suivre les axes de la politique économique et d’endettement de la Côte d’Ivoire.
En 2017, Cissé est nommé conseiller spécial auprès du président de la République chargé des Affaires économiques et financières.
Il est nommé le 10 décembre 2018, ministre du Pétrole, de l’Énergie et des Énergies renouvelables,,. Le 6 avril 2021, il laisse sa place à Thomas Camara Pogabaha.
En mars 2021, Abdourahmane Cissé est nommé secrétaire général de la présidence. Il remplace ainsi Patrick Achi, nommé Premier ministre peu avant,,. Il quitte le secrétariat général de la présidence le 30 novembre 2023. Cissé aurait annoncé au président son souhait de changer de poste.

### Développement international
Abdourahmane Cissé est élu en juin 2015, membre du conseil d’administration de la Société islamique de développement du secteur privé (SID) pour représenter la zone Afrique.
En mars 2017, le Forum économique mondial le classe parmi les 100 Jeunes Leaders Mondiaux (« Young Global Leader 2017 ») de moins de 40 ans, exerçant dans le secteur public ou le secteur privé,.

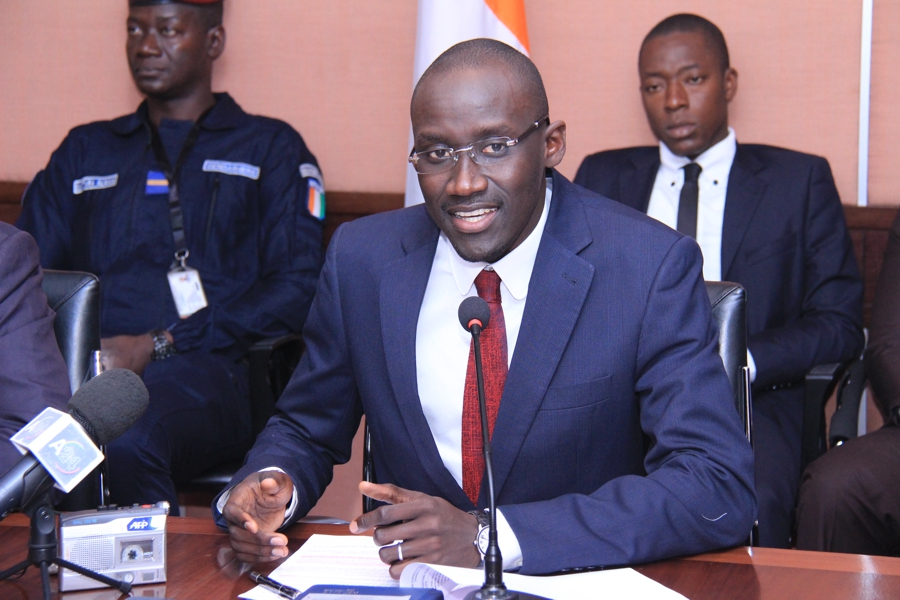
Abdourahmane Cissé en 2015